# Fürweiler
Fürweiler ist ein Ortsteil der saarländischen Gemeinde Rehlingen-Siersburg.
Das landwirtschaftlich geprägte Dorf liegt auf dem nördlichen Saargau unmittelbar an der Grenze zu Frankreich.

## Geschichte
Das Dorf Fürweiler wurde 1319 das erste Mal urkundlich erwähnt. Damals gehörte es zum Amt Sierck im Herzogtum Lothringen. Aus dem Jahr 1321 datiert eine Urkunde über einen Vergleich zwischen der Witwe des Ritters Heinrich von Virnewilre (Fürweiler) mit dem Ritter Johann von Gerlevingen (Gerlfangen). Ab 1707 beherrschten die Barone von Zandt (zu Siersburg) und von Haen (zu Oberesch) das Dorf. 1751 wurde das Herzogtum Lothringen neu gegliedert und das Dorf kam zum Amt Busendorf (Prévôté de Bouzonville). Nach der Französischen Revolution gehörte das Dorf von 1789 bis 1815 zum Kanton Rehlingen im Moseldepartement. 1816 wurde die Region dem Königreich Preußen zugeordnet, die Gemeinde Fürweiler wurde Teil des Kreises Saarlouis im Regierungsbezirk Trier.
Bis Ende 1973 war Fürweiler eine eigenständige Gemeinde. Im Zuge der Gebiets- und Verwaltungsreform wurde die bis dahin eigenständige Gemeinde Fürweiler am 1. Januar 1974 ein Ortsteil der Gemeinde Rehlingen, die später in Rehlingen-Siersburg umbenannt wurde.

## Religion
Fürweiler gehörte von alters her bis zur Französischen Revolution als Annex zur Pfarrei Schwerdorf und wurde von der Erzdiözese Trier betreut. Erst 1920/21 bauten die Fürweiler ein eigenes Gotteshaus (Maria Hilfe der Christen), das heute als Filialkirche zur Pfarrei St. Konrad und St. Nikolaus in Hemmersdorf gehört.
In der Zeit von 1834 bis 1919 lebten vier jüdische Familien in Fürweiler.  Eine  im Jahr 1934 veröffentlichte Zusammenstellung zeigt, dass im Jahr 1885 sieben Menschen und im Jahr 1895 acht Menschen mit jüdischem Glauben in Fürweiler lebten.  

## Heute
Fürweiler zählt heute 423 Einwohner. Es wird eine intensive Freundschaft zum lothringischen Nachbarort Schwerdorf geführt. Die 1944 von amerikanischen Truppen zerstörte Steinbrücke über den Etzelbach wurde 1999 mit Hilfe der Regierungen aus Frankreich und der Bundesrepublik Deutschland neu errichtet und heißt nun Brücke der Freundschaft.
Fürweiler beteiligte sich auch mehrfach an dem Wettbewerb „Unser Dorf soll schöner werden“. Dieser Wettbewerb wird vom Landkreis Saarlouis gestiftet. Dabei sollen die Dorfbewohner sowohl die moderne als auch die alte Substanz ihres Ortes in einer Symbiose verbinden.